# Вільгельм Шмідт (етнограф)
Вільгельм Шмідт (нім. Wilhelm Schmidt; 16 лютого 1868 Херде, нині в складі Дортмунда) — 10 лютого 1954 Фрайбург) — німецький етнограф, антрополог, соціолог, лінгвіст, історик. Католицький священник, місіонер Товариства Слова Божого (Societas Verbi Divini, SVD).
На початку свого життєвого шляху Шмідт вирішив стати іноземним місіонером. У Штейлі (Нідерланди) він завершив свою філософську і богословську освіту і був висвячений на священника в 1892 році.

З 1893 по 1895 рік вивчав семітські мови в Берлінському університеті.
З 1921 року став професором Віденського університету. Після аншлюсу в Австрії в березні 1938 року Шмідт переносить Інститут «Антропос» в Швейцарію і стає професором Фрайбурзького університету (1939—1951).